# División de Honor de rugby 2012-13
La temporada 2012-13 de la División de Honor fue la 46.ª de esta competición en la que participaron doce equipos españoles. La competición tuvo lugar entre el 15 de septiembre de 2012 y el 2 de junio de 2013, con la victoria en la final del Valladolid Rugby Asociación Club Quesos Entrepinares sobre la Unio Esportiva Santboiana.
Para la temporada 2012-13 la principal novedad del campeonato fue la vuelta al formato de 12 equipos, fórmula ya experimentada en el pasado con éxito (1998-1999). Ascendieron a División de Honor el CRC Madrid, Hernani CRE y CR Complutense Cisneros. Tras el acuerdo con el CRC Madrid, el Atlético de Madrid tuvo su propio equipo de rugby en la División de Honor en esta temporada. El equipo de Pozuelo mantuvo su propia estructura de club, llevando el nombre, los colores y el escudo del Atlético de Madrid. Este acuerdo fue fruto de las negociaciones llevadas a cabo por Santa Mónica Sports.

## Equipos participantes
| Equipo                         | Ciudad                                | Estadio                             | Entrenador                   | Marca      |
| ------------------------------ | ------------------------------------- | ----------------------------------- | ---------------------------- | ---------- |
| Ciencias Fundación Cajasol     | Sevilla                               | Instalaciones Deportivas La Cartuja | Paco González                | Samurai    |
| Cetransa El Salvador           | Valladolid                            | Campos de Pepe Rojo                 | Juan Carlos Pérez            | Nike       |
| VRAC Quesos Entrepinares       | Valladolid                            | Campos de Pepe Rojo                 | Lisandro Arbizu              | Kappa      |
| AMPO Ordizia Rugby Elkartea    | Ordicia                               | Estadio Municipal de Altamira       | Inazio Araña Paul Healy      | Canterbury |
| Bizkaia Gernika Rugby Taldea   | Guernica y Luno (Vizcaya)             | Campo de Urbieta                    | Jorge Giménez                | Proact     |
| Getxo Artea Rugby Taldea       | Guecho (Vizcaya)                      | Ciudad Deportiva de Fadura          | Todd Dammers                 | Viator     |
| Hernani CRE                    | Hernani (Guipúzcoa)                   | Landare Toki                        |                              | Viator     |
| Blusens Universidade Vigo      | Vigo (Pontevedra)                     | Lagoas-Marcosende                   | David Monreal Norman Maxwell | Canterbury |
| Club de Rugby La Vila          | Villajoyosa (Alicante)                | Campo de rugby El Pantano           | Mark Hewitt                  | Viator     |
| Unió Esportiva Santboiana Seat | San Baudilio de Llobregat (Barcelona) | Estadi Baldiri Aleu                 | Lewis Williams               | Kappa      |
| CR Complutense Cisneros        | Madrid                                | Estadio Nacional Complutense        | Daniel Vinuesa               | Canterbury |
| Rugby Atlético Madrid          | Pozuelo de Alarcón (Madrid)           | Valle de las Cañas                  | Miguel Ángel Puerta          | Macron     |

En contrapartida, Sanitas Alcobendas Rugby pierde la categoría.

### Equipos por comunidades autónomas
| Comunidad autónoma   | N.º | Equipos                                                  |
| -------------------- | --- | -------------------------------------------------------- |
| País Vasco           | 4   | Getxo Artea, Bizkaia Gernika, AMPO Ordizia y Hernani CRE |
| Castilla y León      | 2   | Cetransa El Salvador y VRAC Quesos Entrepinares          |
| Comunidad de Madrid  | 2   | CR Complutense Cisneros y Rugby Atlético Madrid          |
| Comunidad Valenciana | 1   | Club de Rugby La Vila                                    |
| Cataluña             | 1   | UE Santboiana Seat                                       |
| Galicia              | 1   | Blusens Universidade Vigo                                |
| Andalucía            | 1   | Ciencias Fundación Cajasol                               |

## Sistema de competición
El sistema de competición es una liga regular a dos vueltas (partidos de ida y vuelta) de 12 equipos. Este año, la principal novedad de la categoría reina del rugby nacional es la inclusión de eliminatorias por el título. Los seis mejores clasificados al finalizar las veintidós jornadas de temporada regular se jugarán el título en los play-offs. Primer y segundo clasificados accederán directamente a semifinales mientras que tercero, cuarto, quinto y sexto, jugarán una fase previa para acceder a ellas. Este sistema da un total de 22 jornadas de liga y ciento treinta y dos partidos, más cinco de play-off, además de un partido especial para dirimir el ascenso o descenso de categoría de uno de los equipos (jugado entre el undécimo de División de Honor y el segundo de División de Honor B).

### Sistema de puntuación
- Cada victoria suma 4 puntos.
- Cada empate suma 2 puntos.
- Cuatro ensayos en un partido suma 1 punto de bonus.
- Perder por una diferencia de siete puntos o inferior suma 1 punto de bonus.

### Ascensos y descensos
Desde la temporada 2011-2012 el sistema de ascensos y descensos es el siguiente:
- Descenso directo para el último clasificado al final de las veintidós jornadas.
- Promoción para el penúltimo clasificado al final de las veintidós jornadas.
- Ascenso directo del ganador de la eliminatoria de División de Honor B.
- Promoción de ascenso para el segundo clasificado del play off.

## Pretemporada
Como es habitual cada verano, los clubes participantes este año en División de Honor realizan test de pretemporada a lo largo del mes de agosto y septiembre:
- 26 de agosto: Bizkaia Gernika R.T vs Centransa El Salvador en Guernica y Luno. Resultado 36-7[6]
- 1 de septiembre: Cetransa El Salvador vs Rugby Atlético Madrid en Valladolid. Resultado 19-5[7]
- 1 de septiembre: Quesos Entrepinares vs Rugby Atlético Madrid en Valladolid. Resultado 21-7[7]
- 1 de septiembre: Cetransa El Salvador vs Quesos Entrepinares en Valladolid. Resultado 0-21[7]
- 8 de septiembre: Alcobendas Rugby vs Rugby Atlético Madrid en Alcobendas. Resultado 5-32[8]
- 10 de septiembre: VPC Andorra vs UE Santboiana SEAT en Andorra la Vieja. Resultado 15-41[9]

## Supercopa
La Supercopa de 2012 se disputó a partido único entre los campeones de liga y copa, es decir, VRAC Quesos Entrepinares y AMPO Ordizia. El partido se disputó el sábado 9 de septiembre en el palentino campo de La Nueva Balastera retransmitido en abierto por Marca TV. VRAC Quesos Entrepinares proclamó campeón de esta edición tras derrotar al AMPO Ordizia por un marcador de 26-13 alzando su segundo título de estas características.

## Clasificación
Actualizado a últimos partidos disputados el 28 de abril de 2013.
|  |     | Equipo                       | PJ | G  | E | P  | PF  | PC  | Dif  | PBO | PBD | Pts |
|  | --- | ---------------------------- | -- | -- | - | -- | --- | --- | ---- | --- | --- | --- |
|  | 1.  | VRAC Quesos Entrepinares (C) | 22 | 17 | 0 | 5  | 680 | 412 | +268 | 14  | 3   | 85  |
|  | 2.  | UE Santboiana Seat           | 22 | 16 | 2 | 4  | 638 | 407 | +231 | 11  | 2   | 81  |
|  | 3.  | Bizkaia Gernika R.T          | 22 | 15 | 0 | 7  | 673 | 445 | +228 | 13  | 2   | 75  |
|  | 4.  | Cetransa El Salvador         | 22 | 13 | 1 | 8  | 530 | 390 | +140 | 9   | 5   | 68  |
|  | 5.  | AMPO Ordizia R.E.            | 22 | 12 | 2 | 8  | 584 | 536 | +48  | 10  | 3   | 65  |
|  | 6.  | Rugby Atlético Madrid (A)    | 22 | 12 | 2 | 8  | 491 | 495 | -4   | 6   | 2   | 60  |
|  | 7.  | CR Complutense Cisneros (A)  | 22 | 9  | 0 | 13 | 544 | 636 | -92  | 10  | 4   | 50  |
|  | 8.  | Getxo Artea                  | 22 | 9  | 0 | 13 | 474 | 520 | -46  | 9   | 5   | 50  |
|  | 9.  | Ciencias Fundación Cajasol   | 22 | 8  | 0 | 14 | 557 | 555 | +2   | 11  | 7   | 50  |
|  | 10. | Blusens Universidade Vigo    | 22 | 8  | 1 | 13 | 480 | 601 | -121 | 6   | 4   | 44  |
|  | 11. | Hernani CRE (A)              | 22 | 6  | 0 | 16 | 354 | 568 | -214 | 4   | 4   | 32  |
|  | 12. | C.R. La Vila                 | 22 | 3  | 0 | 19 | 383 | 823 | -440 | 3   | 2   | 17  |

Pts = Puntos totales; PJ = Partidos Jugados; G = Partidos Ganados; E = Partidos Empatados; P = Partidos Perdidos; PF = Puntos a favor; PC = Puntos en contra; Dif = Diferencia de puntos; PBO = Bonus ofensivos; PBD = Bonus defensivos
|  | Clasificados directamente a semifinales de la eliminatoria por el título |
|  | Clasificados para el play off por el título                              |
|  | Promoción de descenso a División de Honor B                              |
|  | Descenso a División de Honor B                                           |
|  | (C) Campeón 2011/12                                                      |
|  | (A) Ascenso 2011/12                                                      |

### Evolución de la clasificación
| Equipo / Jornada | 01 | 02 | 03 | 04 | 05 | 06 | 07 | 08 | 09 | 10 | 11 | 12 | 13 | 14 | 15 | 16 | 17 | 18 | 19 | 20 | 21 | 22 |
| ---------------- | -- | -- | -- | -- | -- | -- | -- | -- | -- | -- | -- | -- | -- | -- | -- | -- | -- | -- | -- | -- | -- | -- |
| VRAC             | 3  | 2  | 2  | 2  | 2  | 2  | 2  | 2  | 2  | 2  | 2  | 1  | 1  | 2  | 2  | 2  | 1  | 1  | 1  | 1  | 1  | 1  |
| Santboiana       | 4  | 5  | 3  | 3  | 3  | 3  | 3  | 4  | 4  | 4  | 4  | 4  | 4  | 3  | 4  | 3  | 3  | 3  | 2  | 2  | 2  | 2  |
| Gernika R.T      | 1  | 1  | 1  | 1  | 1  | 1  | 1  | 1  | 1  | 1  | 1  | 2  | 2  | 1  | 1  | 1  | 2  | 2  | 3  | 3  | 3  | 3  |
| El Salvador      | 2  | 6  | 8  | 8  | 7  | 7  | 6  | 9  | 6  | 5  | 6  | 5  | 5  | 5  | 5  | 5  | 5  | 5  | 5  | 5  | 4  | 4  |
| Ordizia          | 5  | 3  | 4  | 6  | 4  | 4  | 4  | 3  | 3  | 3  | 3  | 3  | 3  | 4  | 3  | 4  | 4  | 4  | 4  | 4  | 5  | 5  |
| Atl. Madrid      | 9  | 7  | 5  | 7  | 8  | 11 | 9  | 8  | 9  | 7  | 5  | 6  | 6  | 6  | 6  | 6  | 6  | 6  | 6  | 6  | 6  | 6  |
| Ciencias         | 10 | 11 | 10 | 9  | 10 | 9  | 10 | 10 | 10 | 9  | 10 | 10 | 9  | 8  | 8  | 8  | 8  | 8  | 8  | 8  | 9  | 7  |
| Getxo            | 11 | 12 | 11 | 12 | 12 | 8  | 7  | 5  | 7  | 8  | 8  | 8  | 8  | 9  | 9  | 9  | 9  | 9  | 9  | 9  | 8  | 8  |
| Cisneros         | 7  | 8  | 7  | 5  | 6  | 5  | 5  | 7  | 5  | 6  | 7  | 7  | 6  | 7  | 7  | 7  | 7  | 7  | 7  | 7  | 7  | 9  |
| Vigo             | 8  | 9  | 9  | 11 | 11 | 12 | 12 | 12 | 12 | 12 | 12 | 12 | 11 | 11 | 10 | 10 | 10 | 10 | 10 | 10 | 10 | 10 |
| Hernani          | 6  | 4  | 6  | 4  | 5  | 6  | 8  | 6  | 8  | 10 | 9  | 9  | 10 | 10 | 11 | 11 | 11 | 11 | 11 | 11 | 11 | 11 |
| C.R La Vila      | 12 | 10 | 12 | 10 | 9  | 10 | 11 | 11 | 11 | 11 | 11 | 11 | 12 | 12 | 12 | 12 | 12 | 12 | 12 | 12 | 12 | 12 |

## Play off por el título
|  |                          |                       |                       |                     | Cuartos de final | Cuartos de final |  |  | Semifinales | Semifinales |  |  | Final | Final |
|  |                          |                       |                       |                     |                  |                  |  |  |             |             |  |  |       |       |
|  |                          |                       |                       |                     |                  |                  |  |  |             |             |  |  |       |       |
|  |                          |                       |                       |                     |                  |                  |  |  |             |             |  |  |       |       |
|  | Cetransa El Salvador     | 34                    |                       |                     |                  |                  |  |  |             |             |  |  |       |       |
|  | Cetransa El Salvador     | 34                    |                       |                     |                  |                  |  |  |             |             |  |  |       |       |
|  |                          |                       | AMPO Ordizia R.E.     | 26                  |                  |                  |  |  |             |             |  |  |       |       |
|  | VRAC Quesos Entrepinares | 22                    | AMPO Ordizia R.E.     | 26                  |                  |                  |  |  |             |             |  |  |       |       |
|  | VRAC Quesos Entrepinares | 22                    | Quinto lugar          |                     |                  |                  |  |  |             |             |  |  |       |       |
|  |                          |                       | Cetransa El Salvador  | 18                  |                  |                  |  |  |             |             |  |  |       |       |
|  |                          |                       | Cetransa El Salvador  | 18                  |                  |                  |  |  |             |             |  |  |       |       |
|  |                          |                       |                       |                     |                  |                  |  |  |             |             |  |  |       |       |
|  |                          |                       |                       |                     |                  |                  |  |  |             |             |  |  |       |       |
|  | VRAC Quesos Entrepinares | 27                    |                       |                     |                  |                  |  |  |             |             |  |  |       |       |
|  | VRAC Quesos Entrepinares | 27                    |                       |                     |                  |                  |  |  |             |             |  |  |       |       |
|  |                          | UE Santboiana Seat    | 25                    |                     |                  |                  |  |  |             |             |  |  |       |       |
|  |                          |                       | 25                    | Bizkaia Gernika R.T | 15               |                  |  |  |             |             |  |  |       |       |
|  |                          |                       |                       |                     |                  |                  |  |  |             |             |  |  |       |       |
|  |                          | Rugby Atlético Madrid | 29                    |                     |                  |                  |  |  |             |             |  |  |       |       |
|  | UE Santboiana Seat       | Rugby Atlético Madrid | 29                    | 28                  |                  |                  |  |  |             |             |  |  |       |       |
|  | UE Santboiana Seat       |                       | Tercer lugar          | 28                  |                  |                  |  |  |             |             |  |  |       |       |
|  |                          |                       | Rugby Atlético Madrid | 17                  |                  |                  |  |  |             |             |  |  |       |       |
|  |                          |                       | Rugby Atlético Madrid | 17                  |                  |                  |  |  |             |             |  |  |       |       |
|  |                          |                       |                       |                     |                  |                  |  |  |             |             |  |  |       |       |
|  |                          |                       |                       |                     |                  |                  |  |  |             |             |  |  |       |       |
|  |                          |                       |                       |                     |                  |                  |  |  |             |             |  |  |       |       |
|  |                          |                       |                       |                     |                  |                  |  |  |             |             |  |  |       |       |

## Calendario y resultados
| Getxo Artea                | 14 - 34(b) | Bizkaia Gernika R.T      | Fadura                       | 15 de septiembre | 17:30 |      |
| CR Complutense Cisneros    | 23(b) - 27 | UE Santboiana Seat       | Estadio Nacional Complutense | 15 de septiembre | 16:30 |      |
| Ciencias Fundación Cajasol | 17 - 33(b) | VRAC Quesos Entrepinares | La Cartuja                   | 16 de septiembre | 12:00 |      |
| AMPO Ordizia R.E.          | 21 - 13    | Rugby Atlético Madrid    | Estadio Altamira             | 16 de septiembre | 12:00 |      |
| Blusens Universidade Vigo  | 16(b) - 20 | Hernani CRE              | Lagoas-Marcosende            | 16 de septiembre | 12:00 | Díaz |
| Cetransa El Salvador       | 40(b) - 3  | C.R. La Vila             | Campos de Pepe Rojo          | 16 de septiembre | 12:30 |      |

| Bizkaia Gernika R.T      | 51(b) - 14    | Cetransa El Salvador       | Campo de Urbieta    | 22 de septiembre | 17:00 | Figueruelo |
| UE Santboiana Seat       | 28 - 15       | Ciencias Fundación Cajasol | Estadi Baldiri Aleu | 22 de septiembre | 17:00 | Díaz       |
| VRAC Quesos Entrepinares | 34(b) - 17    | Getxo Artea                | Campos de Pepe Rojo | 22 de septiembre | 17:30 | Riera      |
| Hernani CRE              | 26(b) - 24(b) | CR Complutense Cisneros    | Landare Toki        | 22 de septiembre | 18:00 | Aguirre    |
| Rugby Atlético Madrid    | 26 - 20(b)    | Blusens Universidade Vigo  | Valle de las Cañas  | 23 de septiembre | 11:00 | Villegas   |
| C.R. La Vila             | 26(b) - 58(b) | AMPO Ordizia R.E.          | El Pantano          | 23 de septiembre | 12:30 |            |

| Rugby Atlético Madrid      | 29(b) - 18 | C.R. La Vila             | Valle de las Cañas  | 29 de septiembre | 13:00 | Figueruelo  |
| AMPO Ordizia R.E.          | 16 - 34(b) | Bizkaia Gernika R.T      | Estadio Altamira    | 29 de septiembre | 17:00 | Gallastegui |
| Blusens Universidade Vigo  | 22 - 42(b) | CR Complutense Cisneros  | Lagoas-Marcosende   | 29 de septiembre | 17:00 | Raposo      |
| Getxo Artea                | 20(b) - 22 | UE Santboiana Seat       | Fadura              | 30 de septiembre | 12:00 | Villegas    |
| Ciencias Fundación Cajasol | 33(b) - 10 | Hernani CRE              | La Cartuja          | 30 de septiembre | 12:00 | Molpeceres  |
| Cetransa El Salvador       | 14(b) - 20 | VRAC Quesos Entrepinares | Campos de Pepe Rojo | 30 de septiembre | 12:30 | Montoya     |

| Bizkaia Gernika R.T      | 41(b) - 14     | Rugby Atlético Madrid      | Campo de Urbieta             | 6 de octubre | 13:00 | Molpeceres |
| CR Complutense Cisneros  | 36(b) - 29(2b) | Ciencias Fundación Cajasol | Estadio Nacional Complutense | 6 de octubre | 16:00 | Figueruelo |
| UE Santboiana Seat       | 23 - 22(b)     | Cetransa El Salvador       | Estadi Baldiri Aleu          | 7 de octubre | 12:00 | Gallastegi |
| Hernani CRE              | 32(b) - 21     | Getxo Artea                | Landare Toki                 | 7 de octubre | 12:00 | Ortega     |
| C.R. La Vila             | 32 - 12        | Blusens Universidade Vigo  | El Pantano                   | 7 de octubre | 12:30 | Nievas     |
| VRAC Quesos Entrepinares | 19 - 17(b)     | AMPO Ordizia R.E.          | Campos de Pepe Rojo          | 7 de octubre | 12:30 | Díaz       |

| Rugby Atlético Madrid     | 22 - 32(b)     | VRAC Quesos Entrepinares   | Valle de las Cañas  | 3 de noviembre | 12:30 | Atorrasagasti |
| Getxo Artea               | 24(b) - 20     | CR Complutense Cisneros    | Fadura              | 3 de noviembre | 16:00 | Aguirre       |
| Blusens Universidade Vigo | 33(b) - 29(2b) | Ciencias Fundación Cajasol | Lagoas-Marcosende   | 4 de noviembre | 12:00 | Riera         |
| AMPO Ordizia R.E.         | 25 - 18(b)     | UE Santboiana Seat         | Estadio Altamira    | 4 de noviembre | 12:00 | Molpeceres    |
| C.R. La Vila              | 42 - 35(2b)    | Bizkaia Gernika R.T        | El Pantano          | 4 de noviembre | 12:30 | Díaz          |
| Cetransa El Salvador      | 27(b) - 12     | Hernani CRE                | Campos de Pepe Rojo | 4 de noviembre | 12:30 | Nievas        |

| UE Santboiana Seat         | 24(b) - 11    | Rugby Atlético Madrid     | Estadi Baldiri Aleu          | 10 de noviembre | 13:00 | Bandera del País Vasco            |
| CR Complutense Cisneros    | 27(b) - 20(b) | Cetransa El Salvador      | Estadio Nacional Complutense | 10 de noviembre | 14:30 | Bandera de Cataluña               |
| Hernani CRE                | 7 - 34(b)     | AMPO Ordizia R.E.         | Landare Toki                 | 10 de noviembre | 16:00 | Bandera de Cataluña               |
| Bizkaia Gernika R.T        | 34(b) - 0     | Blusens Universidade Vigo | Campo de Urbieta             | 11 de noviembre | 12:00 | Bandera de Castilla y León        |
| VRAC Quesos Entrepinares   | 44(b) - 7     | C.R. La Vila              | Campos de Pepe Rojo          | 11 de noviembre | 12:30 | Bandera de la Comunidad de Madrid |
| Ciencias Fundación Cajasol | 25(b) - 26(b) | Getxo Artea               | La Cartuja                   | 11 de noviembre | 12:30 | Bandera de Andalucía              |

| Rugby Atlético Madrid     | 30(b) - 24(b) | Hernani CRE                | Valle de las Cañas  | 24 de noviembre | 13:00 |  |
| Bizkaia Gernika R.T       | 37(b) - 18    | VRAC Quesos Entrepinares   | Campo de Urbieta    | 24 de noviembre | 16:00 |  |
| AMPO Ordizia R.E.         | 30 - 17       | CR Complutense Cisneros    | Estadio Altamira    | 25 de noviembre | 12:00 |  |
| Blusens Universidade Vigo | 16 - 29(b)    | Getxo Artea                | Lagoas-Marcosende   | 25 de noviembre | 12:00 |  |
| Cetransa El Salvador      | 15 - 5        | Ciencias Fundación Cajasol | Campos de Pepe Rojo | 25 de noviembre | 12:30 |  |
| C.R. La Vila              | 8 - 36(b)     | UE Santboiana Seat         | El Pantano          | 25 de noviembre | 12:30 |  |

| CR Complutense Cisneros    | 15(b) - 18     | Rugby Atlético Madrid     | Estadio Nacional Complutense | 1 de diciembre | 13:00 |  |
| Getxo Artea                | 23 - 8         | Cetransa El Salvador      | Fadura                       | 1 de diciembre | 17:30 |  |
| UE Santboiana Seat         | 8 - 32(b)      | Bizkaia Gernika R.T       | Estadi Baldiri Aleu          | 2 de diciembre | 12:00 |  |
| Hernani CRE                | 31(b) - 6      | C.R La Vila               | Landare Toki                 | 2 de diciembre | 12:00 |  |
| Ciencias Fundación Cajasol | 33(2b) - 34(b) | AMPO Ordizia R.E.         | La Cartuja                   | 2 de diciembre | 12:30 |  |
| VRAC Quesos Entrepinares   | 76(b) - 31(b)  | Blusens Universidade Vigo | Campos de Pepe Rojo          | 2 de diciembre | 12:30 |  |

| Bizkaia Gernika R.T       | 23 - 14       | Hernani CRE                | Campo de Urbieta    | 9 de septiembre | 14:30 |  |
| Rugby Atlético Madrid     | 25(b) - 27(b) | Ciencias Fundación Cajasol | Valle de las Cañas  | 8 de diciembre  | 13:00 |  |
| Blusens Universidade Vigo | 26(b) - 29    | Cetransa El Salvador       | Lagoas-Marcosende   | 8 de diciembre  | 16:00 |  |
| AMPO Ordizia R.E.         | 10 - 7(b)     | Getxo Artea                | Estadio Altamira    | 8 de diciembre  | 16:30 |  |
| C.R La Vila               | 24(b) - 26(b) | CR Complutense Cisneros    | El Pantano          | 9 de diciembre  | 12:30 |  |
| VRAC Quesos Entrepinares  | 46(b) - 17    | UE Santboiana Seat         | Campos de Pepe Rojo | 9 de diciembre  | 12:30 |  |

| CR Complutense Cisneros    | 18 - 49(b)    | Bizkaia Gernika R.T      | Estadio Nacional Complutense | 17 de noviembre | 16:00 |  |
| Getxo Artea                | 12(b) - 15    | Rugby Atlético Madrid    | Fadura                       | 15 de diciembre | 13:00 |  |
| Hernani CRE                | 31(b) - 47(b) | VRAC Quesos Entrepinares | Landare Toki                 | 15 de diciembre | 16:00 |  |
| Ciencias Fundación Cajasol | 25 - 6        | C.R. La Vila             | La Cartuja                   | 16 de diciembre | 12:00 |  |
| Cetransa El Salvador       | 30(b) - 5     | AMPO Ordizia R.E.        | Campos de Pepe Rojo          | 16 de diciembre | 12:30 |  |
| Blusens Universidade Vigo  | 23 - 40(b)    | UE Santboiana Seat       | Lagoas-Marcosende            | 3 de marzo      | 12:30 |  |

| Rugby Atlético Madrid    | 18 - 13(b)    | Cetransa El Salvador       | Valle de las Cañas  | 22 de diciembre | 13:00 |  |
| Bizkaia Gernika R.T      | 29(b) - 18    | Ciencias Fundación Cajasol | Campo de Urbieta    | 22 de diciembre | 16:15 |  |
| UE Santboiana Seat       | 33(b) - 0     | Hernani CRE                | Estadi Baldiri Aleu | 23 de diciembre | 12:00 |  |
| AMPO Ordizia R.E.        | 36(b) - 24(b) | Blusens Universidade Vigo  | Estadio Altamira    | 23 de diciembre | 12:00 |  |
| VRAC Quesos Entrepinares | 51(b) - 22(b) | CR Complutense Cisneros    | Campos de Pepe Rojo | 23 de diciembre | 12:30 |  |
| C.R. La Vila             | 30 - 28(2b)   | Getxo Artea                | El Pantano          | 23 de diciembre | 12:30 |  |

| Rugby Atlético Madrid    | 24 - 24(b) | AMPO Ordizia R.E.          | Valle de las Cañas  | 12 de enero  | 13:00 |  |
| UE Santboiana Seat       | 39(b) - 17 | CR Complutense Cisneros    | Estadi Baldiri Aleu | 12 de enero  | 16:00 |  |
| Hernani CRE              | 13(b) - 19 | Blusens Universidade Vigo  | Landare Toki        | 13 de enero  | 12:00 |  |
| C.R. La Vila             | 19 - 41(b) | Cetransa El Salvador       | El Pantano          | 13 de enero  | 12:30 |  |
| VRAC Quesos Entrepinares | 42(b) - 10 | Ciencias Fundación Cajasol | Campos de Pepe Rojo | 13 de enero  | 12:30 |  |
| Bizkaia Gernika R.T      | 20 - 3     | Getxo Artea                | Campo de Urbieta    | 3 de febrero | 16:30 |  |

| Blusens Universidade Vigo  | 17 - 16(b)     | Rugby Atlético Madrid    | Lagoas-Marcosende            | 19 de enero | 14:00 |  |
| Getxo Artea                | 13 - 23        | VRAC Quesos Entrepinares | Fadura                       | 19 de enero | 17:30 |  |
| AMPO Ordizia R.E.          | 30(b) - 10     | C.R. La Vila             | Estadio Altamira             | 20 de enero | 12:00 |  |
| Ciencias Fundación Cajasol | 33(2b) - 38(b) | UE Santboiana Seat       | La Cartuja                   | 20 de enero | 12:30 |  |
| CR Complutense Cisneros    | 31(b) - 17     | Hernani CRE              | Estadio Nacional Complutense | 20 de enero | 12:30 |  |
| Cetransa El Salvador       | 43(b) - 15     | Bizkaia Gernika R.T      | Campos de Pepe Rojo          | 9 de marzo  | 16:00 |  |

| Bizkaia Gernika R.T      | 34(b) - 12    | AMPO Ordizia R.E.          | Campo de Urbieta             | 26 de enero | 16:00 |  |
| UE Santboiana Seat       | 33(b) - 13    | Getxo Artea                | Estadi Baldiri Aleu          | 27 de enero | 12:00 |  |
| Hernani CRE              | 20(b) - 24(b) | Ciencias Fundación Cajasol | Landare Toki                 | 27 de enero | 12:00 |  |
| C.R. La Vila             | 21 - 45(b)    | Rugby Atlético Madrid      | El Pantano                   | 27 de enero | 12:30 |  |
| VRAC Quesos Entrepinares | 6(b) - 11     | Cetransa El Salvador       | Campos de Pepe Rojo          | 27 de enero | 12:30 |  |
| CR Complutense Cisneros  | 24 - 23(b)    | Blusens Universidade Vigo  | Estadio Nacional Complutense | 27 de enero | 12:30 |  |

| Rugby Atlético Madrid      | 29 - 22(b) | Bizkaia Gernika R.T      | Valle de las Cañas  | 9 de febrero  | 13:00 |  |
| Ciencias Fundación Cajasol | 54(b) - 17 | CR Complutense Cisneros  | La Cartuja          | 9 de febrero  | 16:00 |  |
| Getxo Artea                | 31(b) - 15 | Hernani CRE              | Fadura              | 9 de febrero  | 17:00 |  |
| Blusens Universidade Vigo  | 27(b) - 12 | C.R. La Vila             | Lagoas-Marcosende   | 10 de febrero | 11:30 |  |
| Cetransa El Salvador       | 13 - 12(b) | UE Santboiana Seat       | Campos de Pepe Rojo | 10 de febrero | 12:00 |  |
| AMPO Ordizia R.E.          | 34(b) - 13 | VRAC Quesos Entrepinares | Estadio Altamira    | 10 de febrero | 12:00 |  |

| VRAC Quesos Entrepinares   | 31(b) - 23 | Rugby Atlético Madrid     | Campos de Pepe Rojo          | 16 de febrero | 13:00 |  |
| Hernani CRE                | 8 - 3(b)   | Cetransa El Salvador      | Landare Toki                 | 16 de febrero | 16:30 |  |
| CR Complutense Cisneros    | 37(b) - 23 | Getxo Artea               | Estadio Nacional Complutense | 16 de febrero | 16:30 |  |
| Bizkaia Gernika R.T        | 67(b) - 7  | C.R. La Vila              | Campo de Urbieta             | 17 de febrero | 12:00 |  |
| UE Santboiana Seat         | 45(b) - 18 | AMPO Ordizia R.E.         | Estadi Baldiri Aleu          | 17 de febrero | 12:00 |  |
| Ciencias Fundación Cajasol | 5 - 18     | Blusens Universidade Vigo | La Cartuja                   | 17 de febrero | 12:30 |  |

| Rugby Atlético Madrid     | 22 - 22       | UE Santboiana Seat         | Valle de las Cañas  | 23 de febrero | 13:00 |  |
| AMPO Ordizia R.E.         | 41(b) - 12    | Hernani CRE                | Estadio Altamira    | 23 de febrero | 16:00 |  |
| Getxo Artea               | 8 - 7(b)      | Ciencias Fundación Cajasol | Fadura              | 23 de febrero | 17:30 |  |
| Blusens Universidade Vigo | 34(b) - 15    | Bizkaia Gernika R.T        | Lagoas-Marcosende   | 24 de febrero | 12:00 |  |
| C.R. La Vila              | 7 - 27(b)     | VRAC Quesos Entrepinares   | El Pantano          | 24 de febrero | 12:30 |  |
| Cetransa El Salvador      | 26(b) - 20(b) | CR Complutense Cisneros    | Campos de Pepe Rojo | 24 de febrero | 12:30 |  |

| Hernani CRE                | 12 - 25(b)    | Rugby Atlético Madrid     | Landare Toki                 | 16 de marzo | 17:00 |  |
| UE Santboiana Seat         | 65(b) - 14    | C.R. La Vila              | Estadi Baldiri Aleu          | 17 de marzo | 17:00 |  |
| VRAC Quesos Entrepinares   | 27(b) - 10    | Bizkaia Gernika R.T       | Campos de Pepe Rojo          | 17 de marzo | 12:30 |  |
| CR Complutense Cisneros    | 28(b) - 24(b) | AMPO Ordizia R.E.         | Estadio Nacional Complutense | 17 de marzo | 12:30 |  |
| Ciencias Fundación Cajasol | 42(b) - 22    | Cetransa El Salvador      | La Cartuja                   | 17 de marzo | 12:30 |  |
| Getxo Artea                | 33(b) - 17    | Blusens Universidade Vigo | Fadura                       | 17 de marzo | 12:30 |  |

| Hernani CRE                | 5 - 40(b)     | UE Santboiana Seat       | Landare Toki                 | 28 de abril | 12:30 |  |
| CR Complutense Cisneros    | 19 - 31(b)    | VRAC Quesos Entrepinares | Estadio Nacional Complutense | 28 de abril | 12:30 |  |
| Ciencias Fundación Cajasol | 55(b) - 22    | Bizkaia Gernika R.T      | La Cartuja                   | 28 de abril | 12:30 |  |
| Getxo Artea                | 45(b) - 27(b) | C.R. La Vila             | Fadura                       | 28 de abril | 12:30 |  |
| Cetransa El Salvador       | 47(b) - 0     | Rugby Atlético Madrid    | Campos de Pepe Rojo          | 28 de abril | 12:30 |  |
| Blusens Universidade Vigo  | 59(b) - 18    | AMPO Ordizia R.E.        | Lagoas-Marcosende            | 28 de abril | 12:30 |  |

## Play off por el título
| Bizkaia Gernika R.T  | 15 - 29 | Rugby Atlético Madrid | Campo de Urbieta    | 18 de mayo | 17:00 |  |
| Cetransa El Salvador | 34 - 26 | AMPO Ordizia R.E.     | Campos de Pepe Rojo | 19 de mayo | 12:30 |  |

| VRAC Quesos Entrepinares | 22 - 18 | Cetransa El Salvador  | Campos de Pepe Rojo | 25 de mayo | 18:00 |  |
| UE Santboiana Seat       | 28 - 17 | Rugby Atlético Madrid | Estadi Baldiri Aleu | 26 de mayo | 12:00 |  |

| VRAC Quesos Entrepinares | 27 - 25 | UE Santboiana Seat | Campos de Pepe Rojo | 2 de junio | 12:30 |  |

## Estadísticas Jugadores

### Máximos Anotadores Puntos
| 1  | Eduard Sorribes          | CR La Vila    | 190 |
| 2  | Francisco Hernández      | CR Cisneros   | 185 |
| 3  | Brad Linklater           | Getxo RT      | 184 |
| 4  | Declan Cusack            | Gernika RT    | 183 |
| 5  | Adam Canning             | UE Santboiana | 173 |
| 6  | Pedro Rodríguez          | El Salvador   | 170 |
| 7  | Danny Kroll              | Ordizia RE    | 158 |
| 8  | Ash Moeke                | Vigo RC       | 141 |
| 9  | Ignacio Gutiérrez Müller | VRAC          | 133 |
| 10 | Gareth Griffith          | VRAC          | 125 |

### Máximos Anotadores Ensayos
Actualizado: Sin comenzar
| 1 | Clinton Sills            | Ordizia RE    | 20 |
| 2 | Ignacio Molina           | VRAC          | 17 |
| 3 | Romuald Lauret           | UE Santboiana | 15 |
| 4 | Sergio Fernández         | VRAC          | 14 |
| 5 | Bittor Aboitiz           | Getxo RT      | 13 |
| 6 | Javier De Juan           | Ciencias CR   | 12 |
| 6 | Ignacio Gutiérrez Müller | VRAC          | 12 |
| 8 | Iker Olaeta              | Gernika RT    | 11 |
| 8 | Eduard Sorribes          | CR La Vila    | 11 |
| 8 | Afaese Tauli             | UE Santboiana | 11 |